# Peter Morrison
Sir Peter Hugh Morrison (2 tháng 6 năm 1944 – 13 tháng 7 năm 1995) là một chính trị gia Bảo thủ người Anh, MP cho Chester từ năm 1974 đến 1992, và Thư ký riêng của Quốc hội (PPS) cho Thủ tướng Margaret Thatcher.

## Đồng tính luyến ái
Theo nhà báo Simon Heffer, Morrison là người đồng tính và đi du lịch biển (tìm kiếm đàn ông để quan hệ tình dục) trong Vườn Sussex, gần ga Paddington ở trung tâm London. Thành viên đảng Bảo thủ Michael Brown, một cộng sự khác của Greer và đồng tính nam, đã mô tả Morrison là người đồng tính trong một cột được xuất bản bởi The Independent vào năm 2002.